# Nooit meer spijt
Nooit meer spijt is een lied van de Nederlandse zangeres S10 in samenwerking met zangeres Froukje. Het werd in 2022 als single uitgebracht en stond in hetzelfde jaar als derde track op het album Ik besta voor altijd zolang jij aan mij denkt van S10.

## Achtergrond
Nooit meer spijt is geschreven door Froukje Veenstra, Léon Paul Palmen en Stien den Hollander en geproduceerd door Palm Trees en Project Money. Het nummer past in de genres nederpop en alternatieve pop. Het lied gaat over de vergankelijkheid van het leven, de zoektocht naar geluk en het behouden daarvan.
Voor het lied had Froukje eerst het refrein geschreven, waarna S10 er verder mee aan de slag ging en het couplet maakte. Froukje vertelde dat ze het vet vond dat S10 het door haar geschreven refrein leuk vond en er mee verder ging, aangezien het refrein niet voor niks was gemaakt en het naar eigen zeggen "purpose" kreeg.
De zangeressen brachten het lied al in de zomer van 2022 ten gehore bij een optreden van Froukje op Lowlands. Het duurde vervolgens een aantal maanden voordat het nummer werd uitgebracht. Het is niet de eerste keer dat de artiesten met elkaar samenwerken. Eerder hadden ze samen al succes met het nummer Zonder gezicht. De single heeft in Nederland de gouden status.

## Hitnoteringen
De zangeressen hadden succes met het lied in Nederland. Het piekte op de 32e plaats van de Nederlandse Top 40 en stond zes weken in deze hitlijst. In de Single Top 100 kwam het tot de 34e positie in de elf weken dat het in de lijst te vinden was.